# 도널드 트럼프 2기 행정부
도널드 트럼프 2기 행정부는 제47대 미국 대통령 도널드 트럼프가 이끄는 행정부이다. 2024년 미국 대통령 선거에서 트럼프 공화당 후보가 승리, 2025년 1월 20일 정식 출범하였다.

## 출범 전

### 정권 인수위원회
대통령직 인수위원회 명예위원장은 도널드 트럼프의 장남 도널드 트럼프 주니어가 맡았다. 인수위원회 공동위원장은 다음과 같다.
- 하워드 루트닉: 전 캔터 피츠제럴드 최고경영자
- 린다 맥마흔: 전 미국 중소기업청장

### 대한민국의 대응

#### 주미 대사관
조현동 주미대사 대사는 도널드 트럼프 1기 행정부에서 국무장관을 역임하였던 마이크 폼페이오 등 여러 트럼프 측근들과 회동하였다.
2024년 11월 6일, 조 대사는 트럼프의 측근과 외교·안보 라인 핵심 인사들과 접촉하기 위해 트럼프 당선이 확정되자마자 대사관 참사관급 직원들과 함께 트럼프의 자택이자 인수팀 거점인 '마러라고'가 있는 플로리다주를 방문하였다.

#### 대통령실
2024년 11월 6일, 윤석열 대통령은 소셜 네트워크 X에 트럼프 당선자에 대한 당선 축하 메시지를 보냈다.
"축하드립니다! 그동안 보여주신 강력한 리더십 아래 한미동맹과 미국의 미래는 더욱 밝게 빛날 것입니다. 앞으로도 긴밀하게 협력해 나가길 기대합니다."— 윤석열 대통령 X 글 (2024년 11월 6일)

다음 날, 윤 대통령은 트럼프 당선자와 약 12분 동안 통화를 가졌다. 《연합뉴스》는 윤 대통령이 10번째 순서로 통화한 국가 정상이었던 것으로 보인다고 보도하였다. 통화에서 윤 대통령은 "앞으로도 리더십으로 위대한 미국을 끌어가길 기원한다"며 "한미동맹이 안보와 경제, 모든 영역을 아우르는 긴밀한 파트너십을 이어가자"고 말하였고, 트럼프 당선자는 "한국 국민들에게도 각별한 안부를 전한다"라며 "한미 간 좋은 협력 관계를 이어가기를 기대하고 있다"고 화답한 것으로 알려졌다.

#### 외교부
2024년 9월 조태열 외교부 장관은 트럼프 2기 행정부에서 유력한 국무장관 후보로 거론되었던 로버트 C. 오브라이언 전 국가안보보좌관을 접견하였다.

### 외교
2024년 11월 30일, 트럼프 당선인은 “내년 1월 20일 취임 때 첫 행정명령 중 하나로 멕시코와 캐나다에서 미국으로 들어오는 모든 제품에 25%의 관세를 부과하는 문서에 서명할 것”이라고 밝히며 “중국에서 수입되는 모든 제품에 추가로 10%의 관세를 부과하겠다”고 하였다. 4일 후, 쥐스탱 트뤼도 캐나다 총리는 미국으로 날아가 트럼프 당선인을 직접 만났다.
도널드 트럼프 1기 행정부 시절 트럼프는 지속적으로 G7 확대 또는 G7 외 다른 협의체의 필요성을 제시하였다. 2020년 5월, 트럼프는 기존의 G7 외에 대한민국과 오스트레일리아, 러시아, 인도를 추가하여 11개국 정상이 참여하는 회의를 개최하고 싶다는 의사를 피력한 적이 있다. 하지만 일본 등 주요 국가들이 이 구상에 반대 의사를 표하고 트럼프 1기 행정부가 막을 내리게 되며 확대 논의는 잠시 보류되었다.
실제로 일본 정부의 고위 관료가 당시 미국 정부에 한국의 참가를 반대하며 현재의 틀을 유지해야 한다는 뜻을 전달한 것으로 알려졌다. 일본은 특히 당시 문재인 정권이 남북 화해를 우선시하며 친중국 성향을 보인다고 문제 삼으며, 북한이나 중국을 대하는 한국의 자세가 G7과는 다르다고 우려를 표하였다. 또한 영국과 캐나다 또한 러시아의 참여에 반대 의사를 밝혔다.
윤석열 정부에서 초대 외교부장관을 지낸 박진은 2024년 미국 대선에서 트럼프가 승리하자 한국국제교류재단(KF)과 미국의 전략국제문제연구소(CSIS)가 주최한 ‘한미전략포럼’에 참석하여 G7 확대의 필요성을 역설하였다.
"한국은 국제 사회의 책임 있는 일원으로 G7에 기여할 준비가 되어 있고, 한국이 가입하면 G7의 비전과 철학이 크게 확대될 것이다. 트럼프 정부가 한국의 G7 가입을 지지해 주기를 기대한다."— 박진 (2024년 11월)

박 전 장관이 제시한 주요 근거는 다음과 같다.
- 민주주의, 자유 시장, 인권, 법치 등 규칙 기반 질서가 큰 도전을 받고 있는 시기에 한국이 여러 측면에서 이런 질서가 유지되는 데 기여할 수 있음.
- 지난 70년 동안 1인당 국내총생산(GDP)이 500배 이상 성장하고, 반도체 첨단 기술 경쟁력도 갖춘 한국은 국제 번영에 기여할 준비가 돼 있음.
- 유럽과 인도·태평양 안보의 공통 위협 요인인 북한 문제에서 한국이 선도적인 역할을 할 수 있음.

## 행정부 (2025년~)

### 외교
- 2025년 2월, 마코 루비오 국무장관은 소셜미디어 엑스를 통해 남아프리카 공화국의 토지 정책 등을 비판하며 G20 회의 불참 의사를 밝혔다.[12]
- 트럼프 2기 행정부 관세

## 같이 보기
- 2025년 세계 무역 전쟁